# پودکووا لشنا
پودکووا لشنا (به لهستانی:  Podkowa Leśna) یک منطقهٔ مسکونی در لهستان است که در شهرستان گروجیسک مازوویتسکی واقع شده‌است. پودکووا لشنا ۱۰٫۱ کیلومتر مربع مساحت و ۳٬۸۲۲ نفر جمعیت دارد.

## خواهرخوانده
شهر پیدیمونته سان جرمانو خواهرخواندهٔ پودکووا لشنا هست.